# Passat de voltes
Passat de voltes és una pel·lícula estatunidenca del 2006 dirigida per Adam McKay i interpretada per Will Ferrell, Sacha Baron Cohen, Leslie Bibb, John C. Reilly, Gary Cole i Michael Clarke Duncan.

## Argument
Ricky Bobby (Will Ferrell) sempre ha somiat a conduir de pressa com el seu pare, Reese Bobby (Gary Cole), que va abandonar la seva família per perseguir el seu somni en les carreres. Ricky Bobby es presenta per primera vegada en els circuits de carreres com "jackman" (persona responsable d'aixecar els cotxes per al canvi de pneumàtics) per al pilot Terry Cheveaux (Adam McKay) i, accidentalment, aconsegueix la seva gran oportunitat de pilotar quan Cheveaux fa una parada no programada. Ricky es converteix ràpidament en una de les grans estrelles de NASCAR, recolzada pels seus nois de boxes. En poc temps, Ricky Bobby es troba en el més alt del món. La seva filosofia de "guanyar a qualsevol preu" el converteix en un heroi nacional. Però aviat es donarà compte que, a les carreres, com a la vida, cal tenir molta cura amb les corbes. Un greu accident envia a Ricky Bobby a l'hospital fet que fa que aquest s'acovardi. Malgrat això, Ricky Bobby farà qualsevol cosa per arribar a ser el millor, sigui quins siguin els obstacles que li posi la vida.

## Repartiment
- Will Ferrell com Ricky Bobby.
  - Jake Johnson com el Ricky de 5 anys.
  - Luke Bigham com el Ricky de 10 anys.
- John C. Reilly com Cal Naughton Jr., el millor amic i company de Bobby.
  - Austin Grimm com a Cal de 10 anys.
- Sacha Baron Cohen com Jean Girard.
- Michael Clarke Duncan com Lucius Washington.
- Leslie Bibb com Carley Bobby.
- Gary Cole com Bobby Reese, pare de Ricky.
- Jane Lynch com Lucy Bobby, la mare de Ricky.
- Amy Adams com Susan, assistent de Bobby.
- Andy Richter com Gregory.
  - Houston Tumlin i Grayson Russell com Walker i Texas Ranger Bobby, els dos fills de Ricky.
- Adam McKay (director de la pel·lícula) com Terry Cheveaux.
- David Koechner, Ian Roberts i Jack McBrayer com Hershell, Kyle i Glenn.
- Pat Hingle com el Sr. Larry Dennit.
- Greg Germann com Larry Dennit Jr..
- Molly Shannon com la senyora Dennit.
- Ted Manson com Xip.
- Rob Riggle com Jack Telmont.
- Dale Earnhardt Jr. com un dels fans de Bobby.
- Jamie McMurray perd contre Ricky en el Texas Motor Speedway.
- Mike Joy, Darrell Waltrip i Larry McReynolds com a comentaristes del Fox NASCAR.
- Dick Berggren, un reporter de camp del Fox NASCAR.
- Bill Weber, Benny Parsons i Wally Dallenbach Jr. com a comentaristes del NBC NASCAR.
- Elvis Costello i Mos Def, convidats a la festa de Girard.
- Bob Jenkins i Rick Benjamin com a periodistes.
- Greg Biffle en una aparició especial no acreditada.